# 皮埃尔·埃马纽埃尔
皮埃尔·埃马纽埃尔（法語：Pierre Emmanuel，1916年5月3日—1984年9月22日），本名诺埃尔·马蒂厄（Noël Mathieu），法国诗人、法兰西学术院院士。

## 生平
皮埃尔·埃马纽埃尔于1968年当选法兰西学术院院士，位列第4号席位，以接替前一年去世的阿尔方斯·朱安。他于1969年至1971年间出任国际笔会主席。此后又于1973年至1976年担任法国笔会主席。1975年，任法国国立视听研究院首任院长。
1975年，费利西安·马索当选法兰西学术院院士。由于马索曾与纳粹合作，埃马纽埃尔极力反对其当选，决定辞去院士一职以示抗议。他的同僚当时并未补选新院士以填补其空缺，而是在其于1984年去世后才选出让·昂比尔热接替他的第4号席位。
埃马纽埃尔的第二任妻子卢兰宁（Janine Loo）是民国时期知名古董商卢芹斋的幼女。